# حلاوة (إزالة الشعر)
الحلاوة هو اسمُ المادة التي تُستخدم في إزالة الشعر كما قد يُشير الاسم لطريقة إزالة الشعر عبر الحلاوة. تُعرف هذه الطريقة في الدول العربيّة باسمِ الحلاوة، ولها أسماء أخرى من قبيل إزالة الشعر عبر السكّر كما قد تردُ في بعض المصادر باسمِ الشمع الفارسي، والحلاوة قديمةٌ حيث تُرجّح بعض المصار تاريخ استخدامها لأول مرّة عام 1900 قبل الميلاد. كان السكر تاريخيًا محصورًا في المناطق المحيطة ببلاد فارس حتى الألفية الأولى بعد الميلاد، وربما هذا ما يُفسّر سبب تسمية الحلاوة في بعض المصادر باسمِ الشمع الفارسي، ويُعتقد كذلك أنَّ العسل كان أول مادة محلّاة أو حلوة تُستعمل في إزالة الشعر.
لا تختلفُ الحلاوة كثيرًا عن باقي طُرق إزالة الشعر من حيثُ الهدف، حيث تلتصقُ بالشعر وحين سحبها فهي تُزيل معها الشعر في المنطقة الموضوعة عليها وتتركها دون شعرٍ تقريبًا بما في ذلك تلك الشعيرات الصغيرة. إذا كانت بشرة الشخص حساسة، فقد يؤدي استخدام الحلاوة إلى تهيّج الجلد، ومع ذلك، يمكن في بعض الأحيان منع هذا التهيّج المحتمَل عن طريق تناول مضادات الهيستامين.
هناك بعض الاختلافات الواضحة بين الحلاوة المصنوعة منزليًا وبين الحلاوة التي تُباع في المحلّات، حيث تحتوي الأخيرة على مادة الشمع وقد تحوي مواد أخرى، بينما تتكوّن الحلاوة المصنوعة يدويًا من السكر ومكونات طبيعية أخرى ما لم يُضَف لها مواد صناعيّة معيّمة.

## عجينة السكر

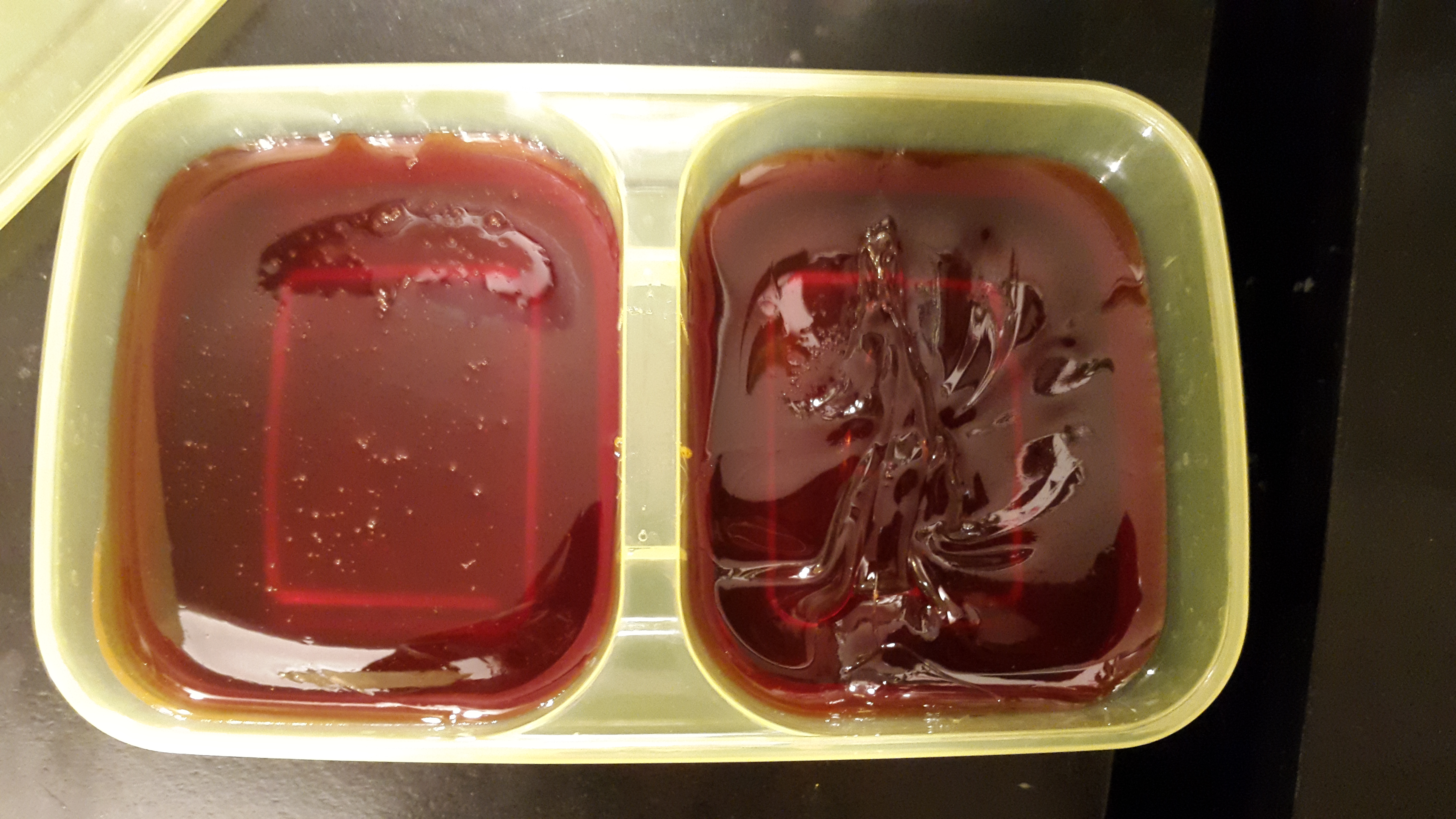
عجينة السكر التي تُستعمل كحلاوة لإزالة الشعر من مناطق مختلفة ومتفرقة من الجسد.

يُمكن تحضير عجينة السكر باستخدام المواد الغذائية المنزلية الشائعة مثل الماء و‌السكر و‌الليمون الحامض و‌نشا الذرة و‌العسل و‌دبس السكر. سببُ استعمال عصير الليمون الحامض هو حموضته العاليّة التي يؤدي حين إضافته إلى تفتيت السكروز إلى سكر فواكه وجلوكوز، وكما هو الحال في صنع الحلوى، فإنّ عصير الليمون يُعطي شمع الحلاوة النهائي بنية غير بلورية أو غير متبلورة. يتطلب الحصول على التناسق الصحيح بعضَ الممارسة للتعلّم واكتساب خبرة بخصوص المنتجات المستعملة وكيف تتفاعل مع بعضها البعض. بالنسبة للحلاوة التي تُباع في المحلات التجارية ومراكز التجميل وغيرها فقد تحتوي على صمغ الغوار أو بعض الزيوت الأساسية التي تهدفُ لترطيب البشرة. نظرًا لأنّ الحلاوة تعتمدُ في صنعها وتشكيلها على الماء وبما أنها قابلةٌ كذلك للذوبان في حجمٍ معيّنٍ من الماء، فإنّه يُمكن تنظيف المادة بسهولة عبرَ الماء الدافئ.

## الطريقة

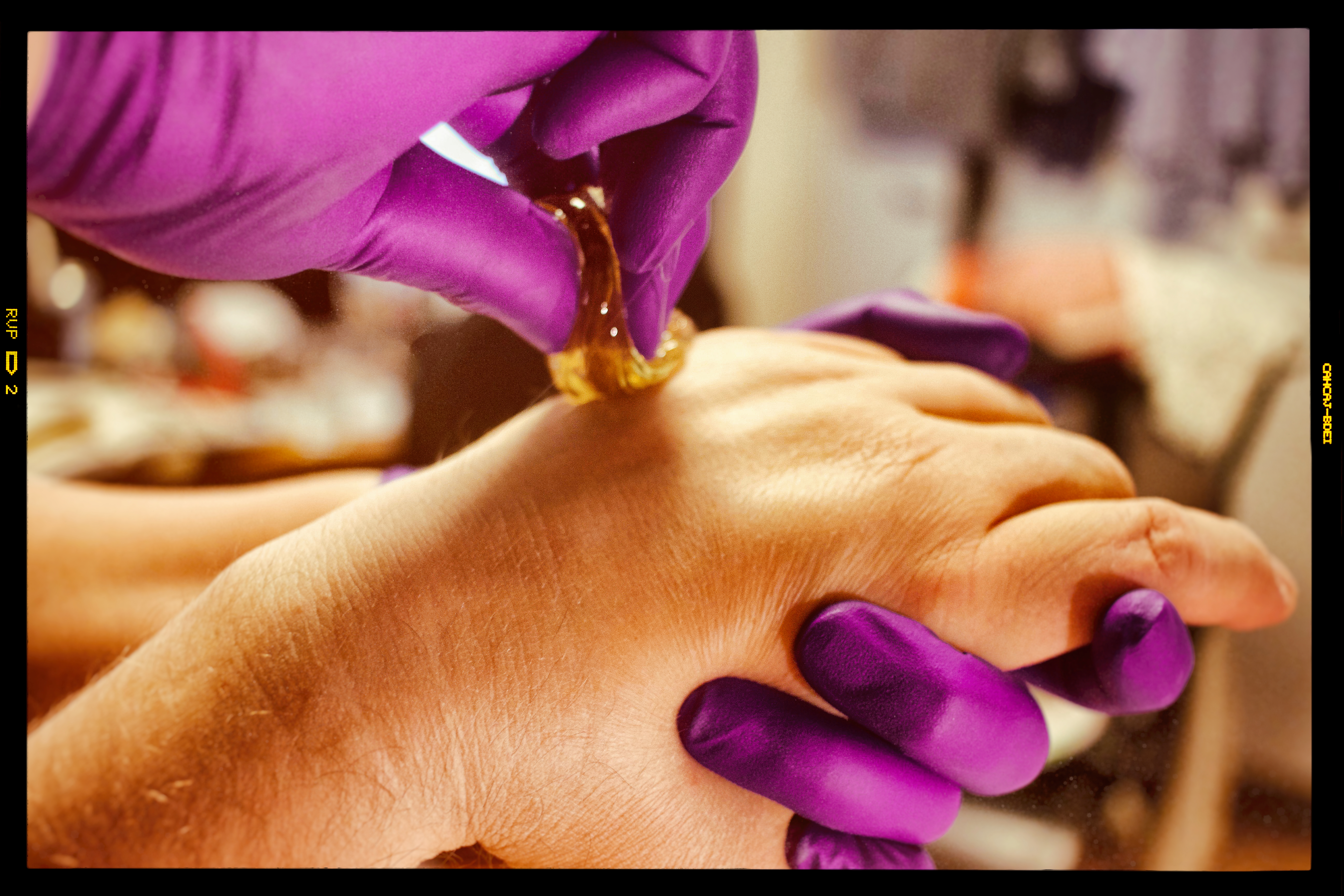
كرةٌ من عجينة السكّر تُستعمل على اليدِ لإزالة الشعر منها.

عادةً ما يتمُّ دهن المنطقة المراد إزالة الشعر منها عبر بودرة ما أو مسحوق تجاري مرطّب للبشرة، ثم تُوضع الحلاوة في المنطقة عبرَ ملعقة أو منحية. تُوضَع عجينة الحلاوة على الجلد في نفس اتجاه نمو الشعر، ثم يُضغط عليها يدويًا عبر الاستعانة بقماش أو ورق مقوّى قبل أن تُزال بطريقة سريعة لتحقيق فعاليّة أكبر في إزالة الشعر. يُمكن بعد الانتهاء من العمليّة غسل المنطقة بالماء لشطبِ أية بقايا محتملة من مادة الحلاوة، كما يُمكن تكرار نفس العملية بعد 8 إلى 10 أيام من عملية الإزالة الأولى وذلك للحصول على نتائج أفضل.
هناك عدّة طرق لاستعمالِ الحلاوة، حيث يُمكن اللجوء لكرة عجينيّة من السكر دون الحاجة لإضافة مواد أخرى. تستلزمُ هذه الطريقة وضع كرة السكّر على المنطقة عكس اتجاه نمو الشعر ثمّ سحبها في اتجاه نموه. ينتجُ عن هذه العمليّة ضغط على جذع الشعر، ما يؤدّي لإزالته ولو بنسبة أقلّ مما هي في طرق أخرى.